# Python regius
La pitón real (Python regius) es una serpiente de la familia de los pitónidos, propia de África tropical. También se la conoce como "pitón bola", a consecuencia de su timidez, suele enrollarse sobre sí misma metiendo la cabeza en el centro haciéndose una bola. Esta pitón suele ser muy tranquila por lo cual muchas personas las tienen como mascotas. Actualmente no tiene subespecies reconocidas.

## Apariencia
Tiene un cuerpo alargado sin extremidades, recubierto de escamas. Tiene aproximadamente 250 vértebras y puede alcanzar unas dimensiones de 90 a 150 cm de longitud y un peso de 1,5 kg y por lo general las hembras suelen ser de mayores dimensiones, la longitud máxima conocida de un ejemplar criado en cautividad es de 190 cm. Los ejemplares adultos no suelen sobrepasar los 120 cm.
En cuanto a la esperanza de vida de la pitón real puede estar en torno a los 20 o 30 años de edad como otras Ball Python Morphs. Es de constitución recia con la cabeza relativamente pequeña. Las escamas son de textura suave, y ambos sexos tienen espolones anales rodeando la cloaca aunque en los machos suelen ser de mayor tamaño.
El patrón de color es típicamente negro con dibujos dorados o amarronados y manchas dorsales. El vientre es blanco o crema y puede o no incluir marcas dispersas negras. De todas formas, esta especie en la industria de mascotas, suele tener varias variaciones del patrón original mediante cría selectiva.

## Distribución
Su área de distribución la encontramos en el continente africano, en África central occidental y sur occidental, más concretamente en los países de Senegal, Gambia, Guinea, Malí, Sierra Leona, Liberia, Costa de Marfil, Burkina Faso, Ghana, Togo, Benín, Nigeria, Chad, Camerún, República Centroafricana, Sudán, Congo, Zaire, Uganda y Angola.
Estas regiones, no tienen las mismas características climatológicas, por tanto se pueden diferenciar de mayor predominancia a menor, como, clima húmedo tropical de la sabana con unas temperaturas medias anuales entre 23° y 30 °C, con una humedad entre el 60 % y el 70%, lluvias entre otoño y primavera; clima húmedo tropical de selva, entre 25º y 30 °C de temperatura, 70-80 % de humedad, lluvias abundantes durante todo el año; clima árido estepario, temperaturas entre 0° y 20 °C, 50 % de humedad, lluvias escasas; clima húmedo tropical monzónico, temperaturas entre 23° y 32 °C, 60-70 % de humedad, lluvias escasas; clima húmedo templado cálido, temperaturas entre 12° y 29 °C, 70 % de humedad, abundantes lluvias en primavera y verano.

### Carácter invasor
La dispersión de esta especie ha provocado que el Ministerio para la Transición Ecológica de España la haya incluido en el Catálogo Español de Especies Exóticas Invasoras, a pesar de carecer de potencial colonizador y de no constituir una amenaza para las especies autóctonas, los hábitats o los ecosistemas. A pesar de ello, por el momento queda prohibida en España su introducción en el medio natural, transporte, tráfico y comercio.

## Comportamiento
Esta especie terrestre es conocida por su estrategia defensiva que consiste en enrollarse en una apretada "bola", con la que protege su cabeza y cuello entre sus anillos.

## Alimentación
La pitón real es un animal depredador carnívoro, que suele estar más activo durante la noche, que es cuando sale a cazar, su organismo esta perfectamente diseñado para la caza, su color, sus mandíbulas adaptadas para engullir presas enteras, sus dientes curvados hacia el interior de su boca para que a la presa una vez mordida le sea muy difícil escapar y sus receptores térmicos situados en las escamas del labio superior que utiliza para encontrar en la oscuridad animales de sangre caliente. Sus presas más comunes son los pequeños roedores como ratas, guimos, hámster, conejos pequeños, aunque también puede alimentarse de aves y reptiles.

## Reproducción
En primer lugar, para saber el sexo de la pitón real, hay algunas diferencias como el tamaño, la hembra suele ser de mayor tamaño que el macho; la cola, el macho tiene un mayor número de escamas por debajo de la cloaca que la hembra y por último la diferencia más fiable reside en los espolones preanales, situados a los lados de la cloaca, en el macho estos espolones están más desarrollados que en las hembras.
La pitón real es ovípara, incuba los huevos durante un periodo aproximado de dos meses. La época de apareamiento se sitúa en invierno, en los meses de enero y febrero y el apareamiento puede durar minutos o incluso días. En torno a los meses de mayo y junio la hembra pondrá entre 1 y 11 huevos, que incubara con mucho esmero, sin separarse apenas de ellos durante dos meses. Una vez las crías rompan el cascarón la madre las dejará a su merced.

## Cautividad

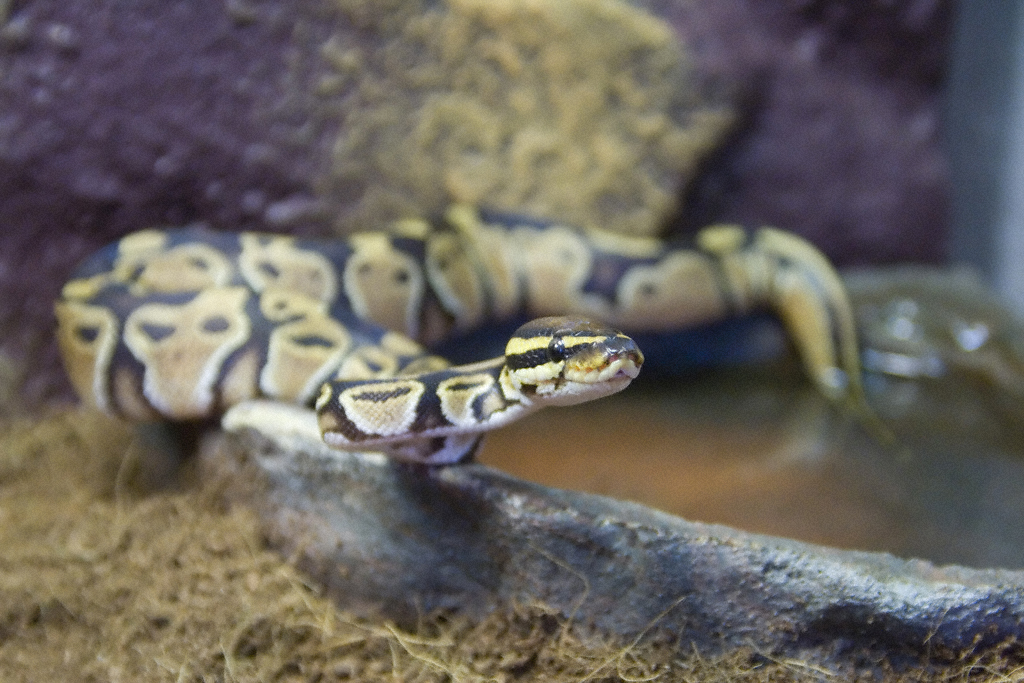
Cría de pitón real nacida en cautividad.

En relación con su pequeña talla en comparación con otras pitones, y su temperamento habitualmente dócil, estas serpientes son criadas en cautividad y tienen bastante popularidad como mascotas. Los ejemplares juveniles tienden a ser más agresivos al principio, pero suelen calmarse cuando se acostumbran al contacto humano. Los ejemplares capturados en su hábitat natural tienen una enorme dificultad para adaptarse al entorno en cautividad, lo que puede acabar en que rehúsen a alimentarse y que puedan tener parásitos. Hay especímenes que han llegado a sobrevivir por encima de los 48 años en cautividad.

## Creencias y folclore
Esta especie es particularmente reverenciada en la religión tradicional de los Igbo en el sudeste de Nigeria. Es considerada símbolo de la tierra, debido a que el animal se desplaza cercano al suelo. Para algunos Igbos cristianos, estas pitones son tratadas con excelentes cuidados cuando vagan por una aldea o por el interior de una propiedad privada. Se les permite vagar libremente o son cuidadosamente recogidas y liberadas en algún bosque o pradera alejado de los hogares. Si alguna es accidentalmente matada, muchas comunidades Igbos construyen un pequeño ataúd para los restos de la serpiente y le proporcionan un pequeño funeral.
Su nombre, pitón real (del latín regius) viene de la leyenda de que era la serpiente que se enrollaba en torno a la muñeca de la emperatriz Cleopatra.

## Galería

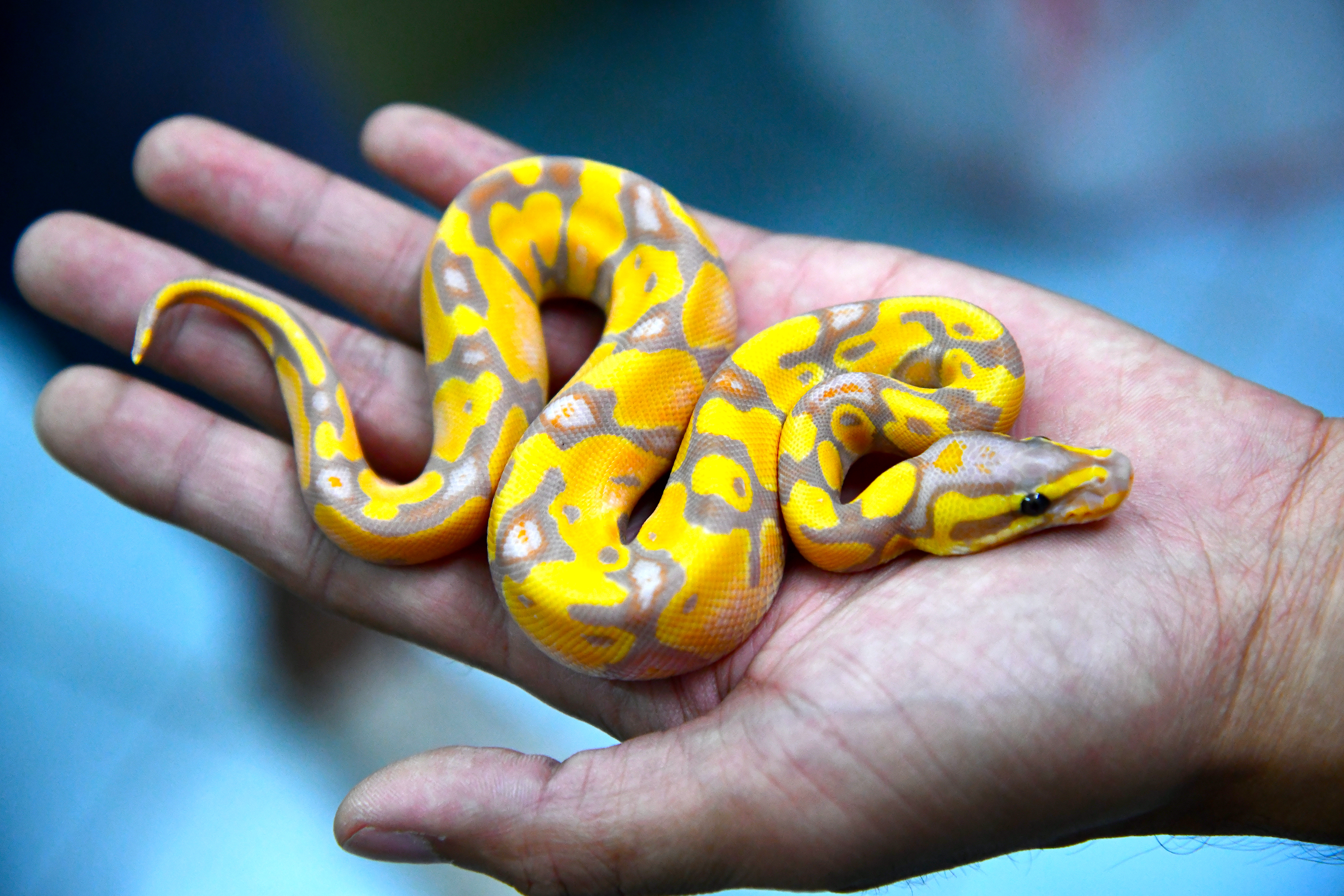
En Tailandia.
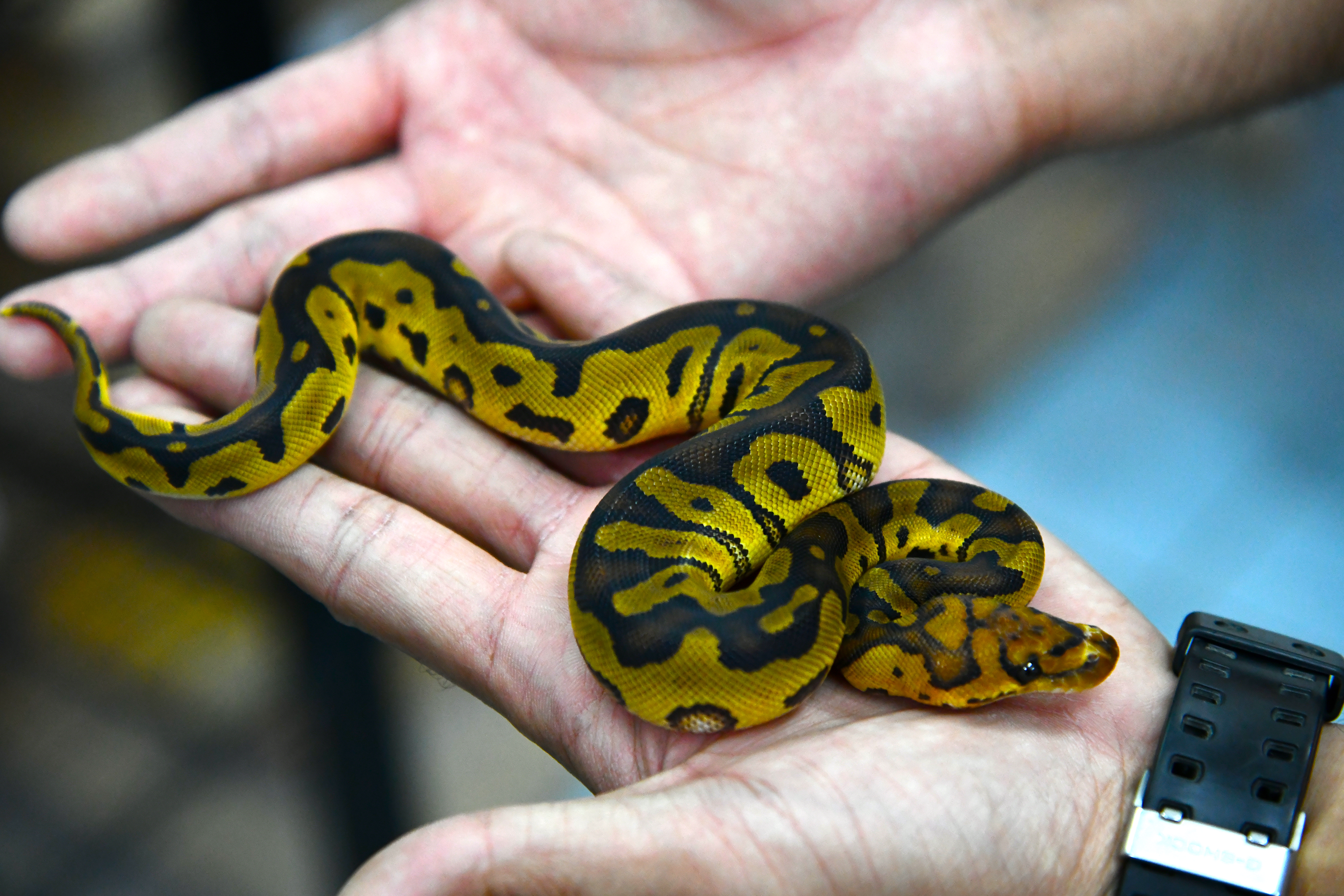
Black gold Ball python.
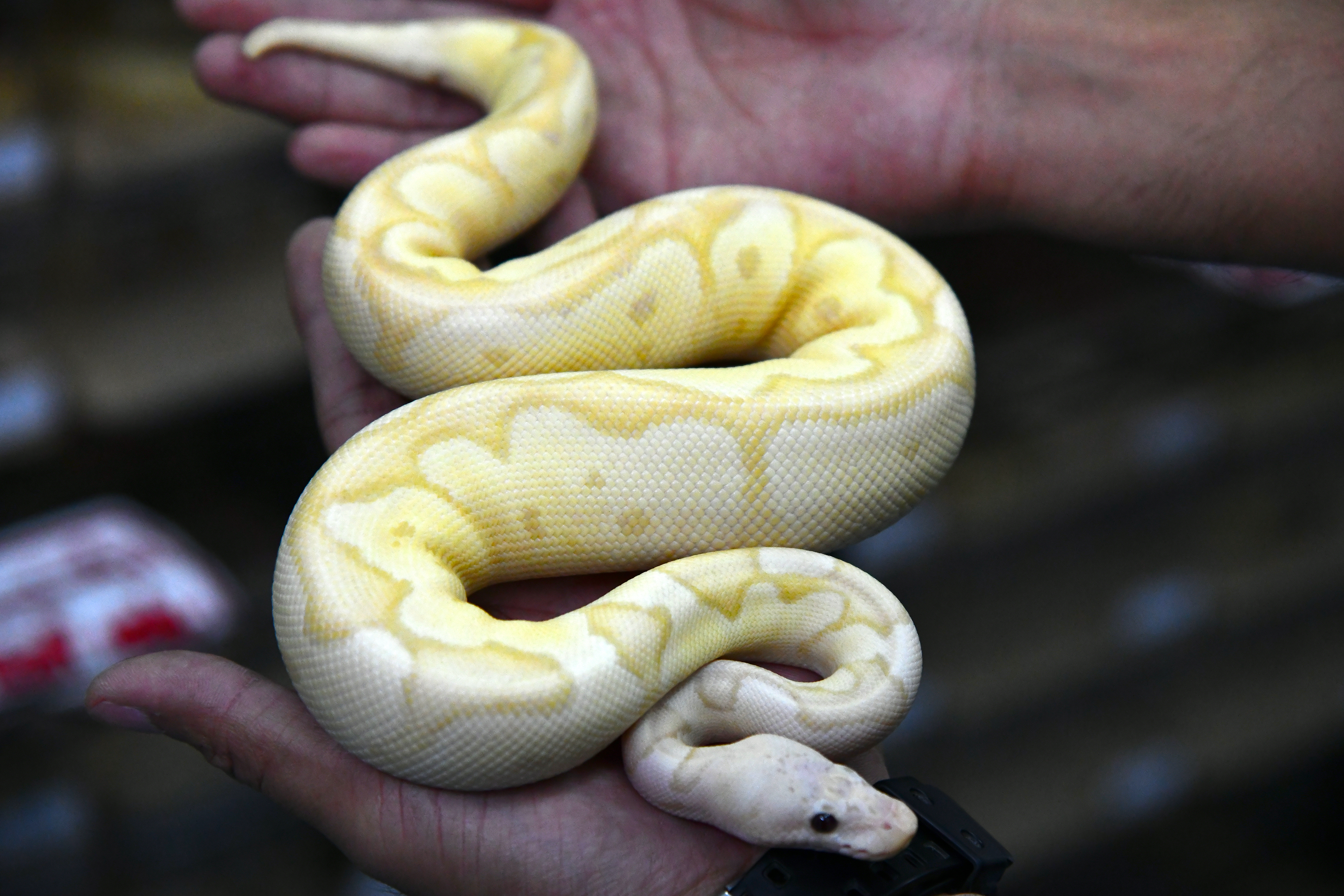
Rare colour Ball python.
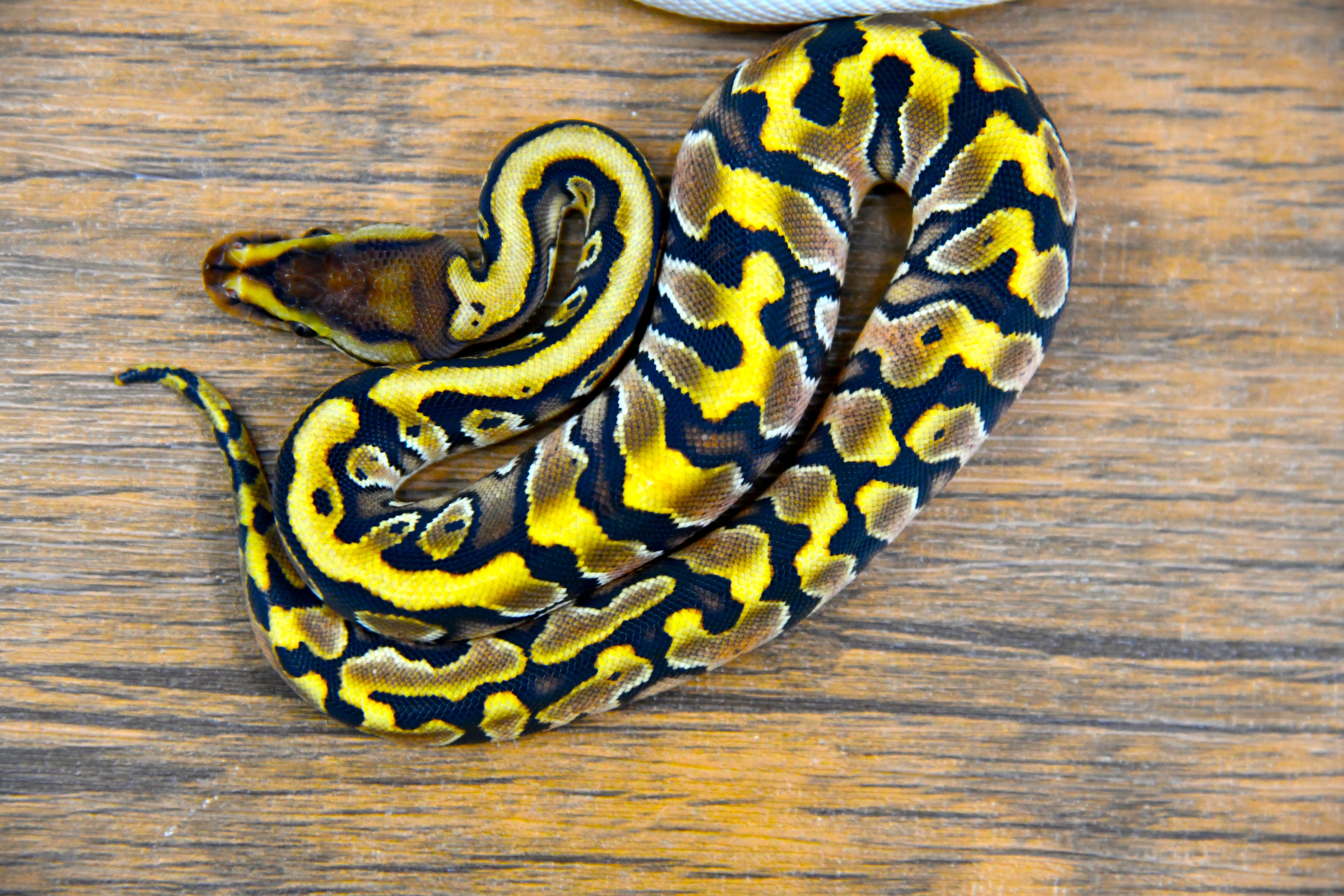
Tiger shade Ball python.
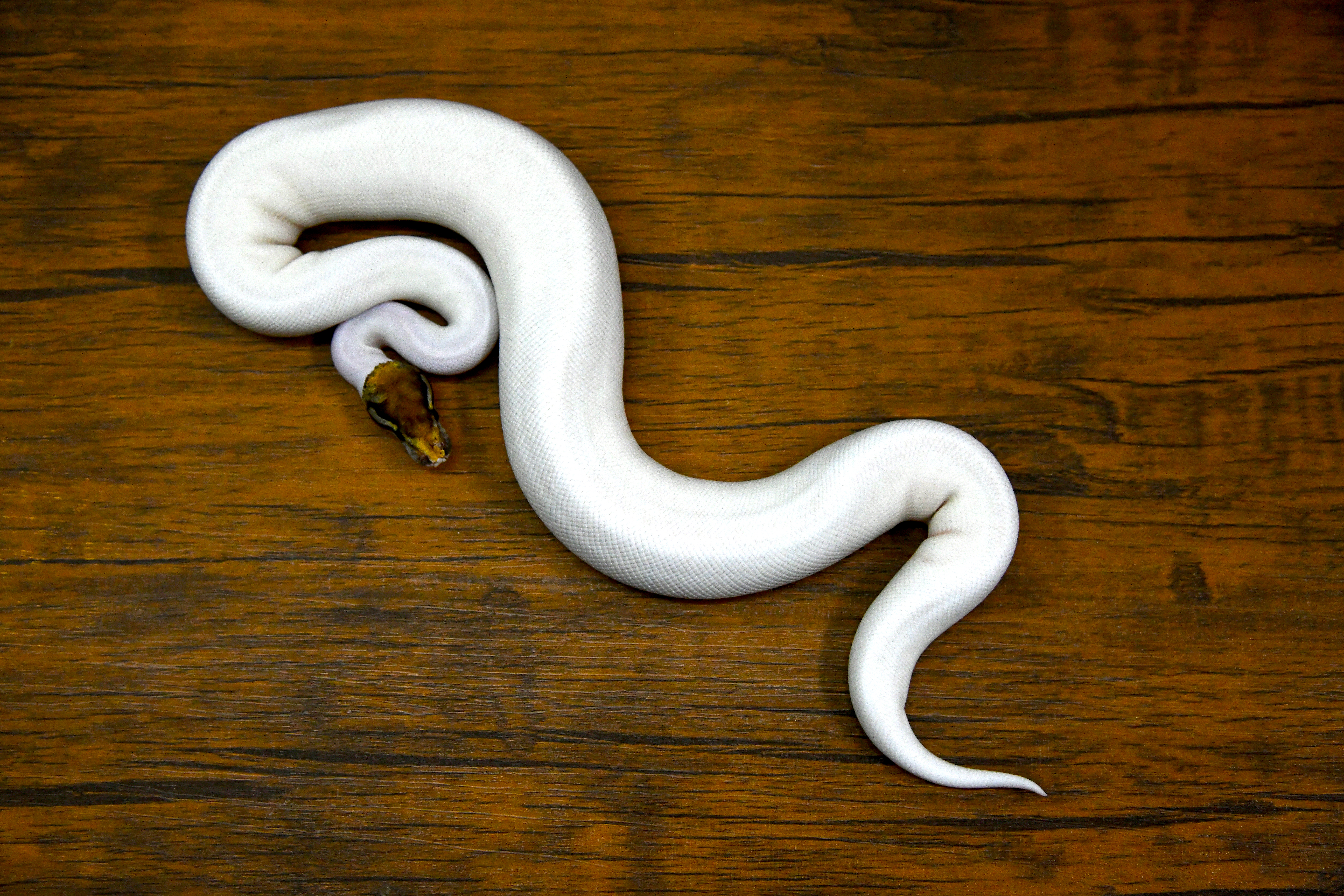
Pure white Ball python.
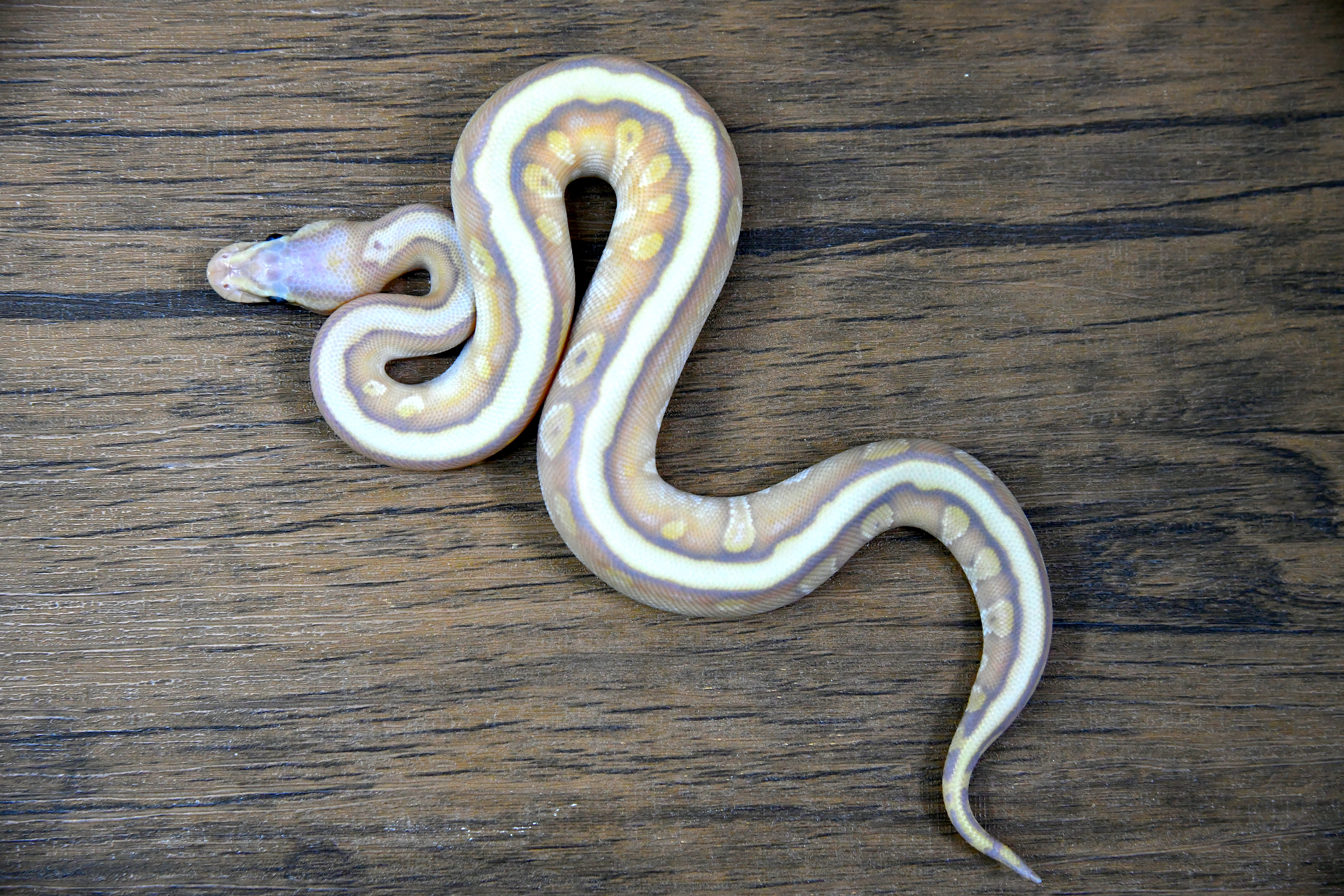
Ball python from jatujak market, Thailand.
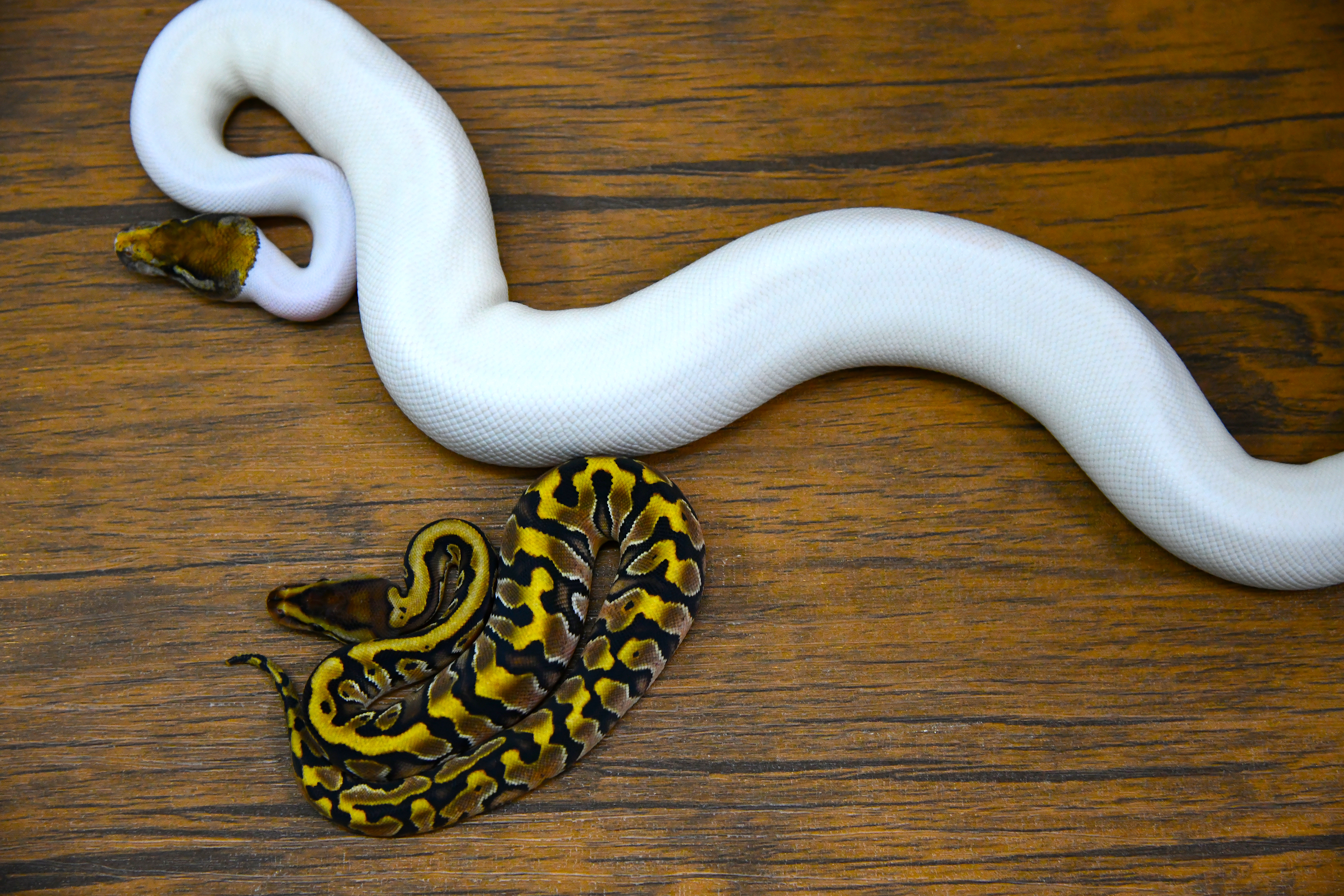
Ball python smallest python in the world.